# 사가미오노 분기점
사가미오노 분기점(일본어: 相模大野分岐点)은 일본 가나가와현 사가미하라시 미나미구에 있는 오다큐 오다와라선과 에노시마선 시설 상의 분기점이다. 영업 상의 환승역은 이 분기점에서 신주쿠 쪽으로 200m 방향에 있는 사가미오노역이다.

## 구조
사가미오노역 오노 종합 차량소가 두 곳이 있어 분간이 되지 않게 되어 있지만 하행은 사가미오노역을 나와 왼쪽으로 분기하는 것이 에노시마선이다. 상행은 에노시마선의 선로가 오다와라선의 하행선 열차 선로를 입체 교차하고, 오다와라선의 선로 왼쪽부터 합류한다. 이 입체 교차는 개통 당시부터 존재하던 구조이다.

## 역사
- 1929년 4월 1일: 1927년 4월 1일에 개통한 오다와라선과 분기점인 오노 신호장이 개설됨.
- 1938년 4월 1일: 오노 신호장이 역으로 승격하는 형태로 통신학교역이 개업.
- 1941년 1월 1일: 통신학교역이 사가미오노역으로 역명 변경.
- 1996년 9월 1일: 사가미오노역이 새로운 역사로 이전.
- 1997년 12월 28일: 사가미오노역이 영업 킬로상으로도 신주쿠 방향으로 0.2 km 이전과 동시에 구 역사의 위치가 사가미오노 분기점이 됨.

## 인접역
| 오다큐 오다와라선            | 오다큐 오다와라선 | 오다큐 오다와라선                    |
| ---------------------------- | ----------------- | ------------------------------------ |
| OH 28 사가미오노 신주쿠 방면 |                   | 오다큐사가미하라 OH 29 오다와라 방면 |
| 오다큐 에노시마선            |                   |                                      |
| OH 28 사가미오노 신주쿠 방면 |                   | 히가시린칸 OE 01 가타세에노시마 방면 |